# Sinn (Uhrenmarke)
Sinn Spezialuhren GmbH ist ein Hersteller von mechanischen Armbanduhren und Quarzuhren. Das Unternehmen mit Sitz in Frankfurt am Main wurde 1961 von dem Fluglehrer und Piloten Helmut Sinn unter dem Namen Helmut Sinn Spezialuhren gegründet. 1994 wurde das Unternehmen von dem Ingenieur und ehemaligen leitenden IWC-Mitarbeiter Lothar Schmidt gekauft.

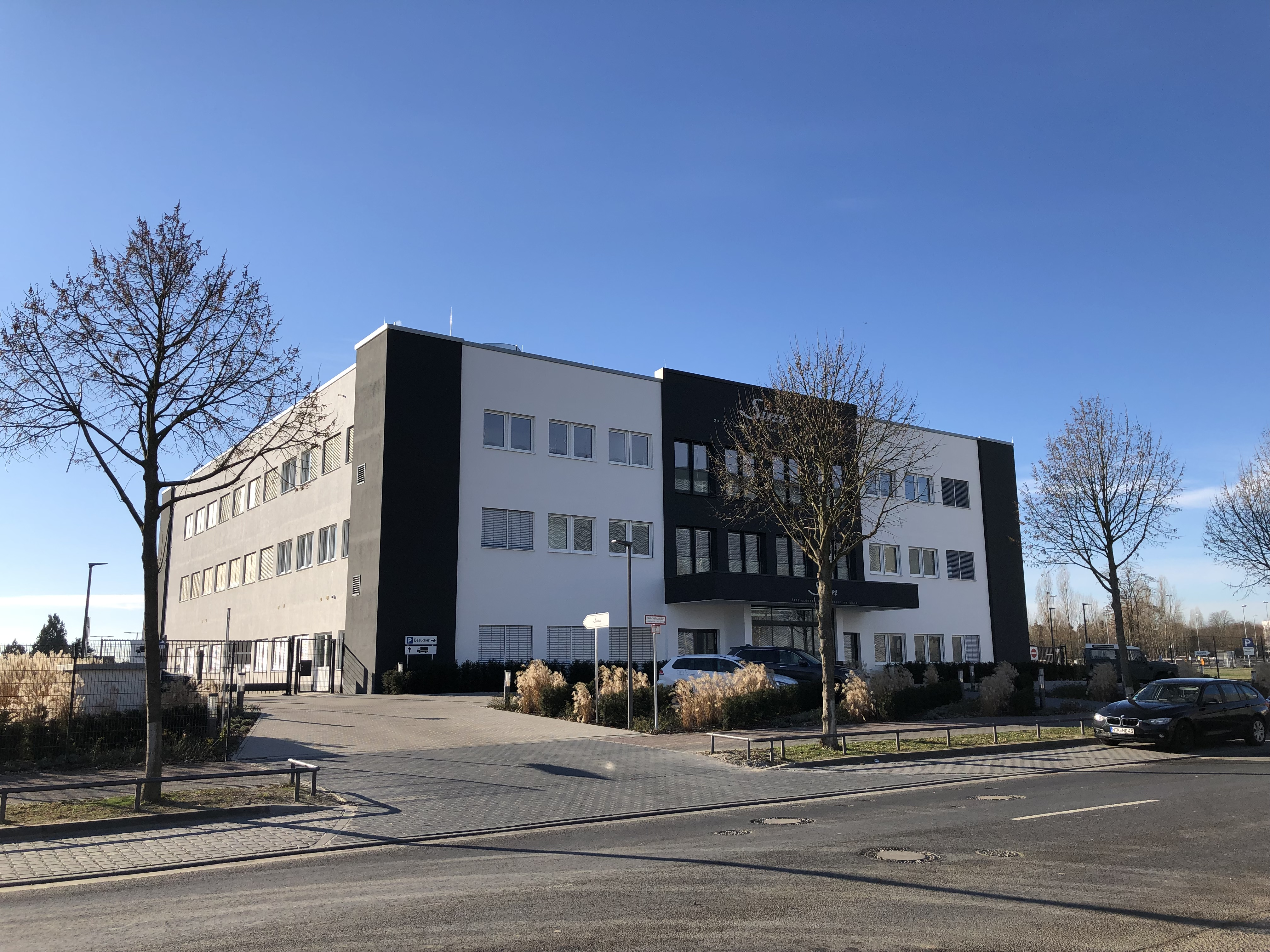
Firmensitz der Sinn Spezialuhren GmbH in Frankfurt-Sossenheim

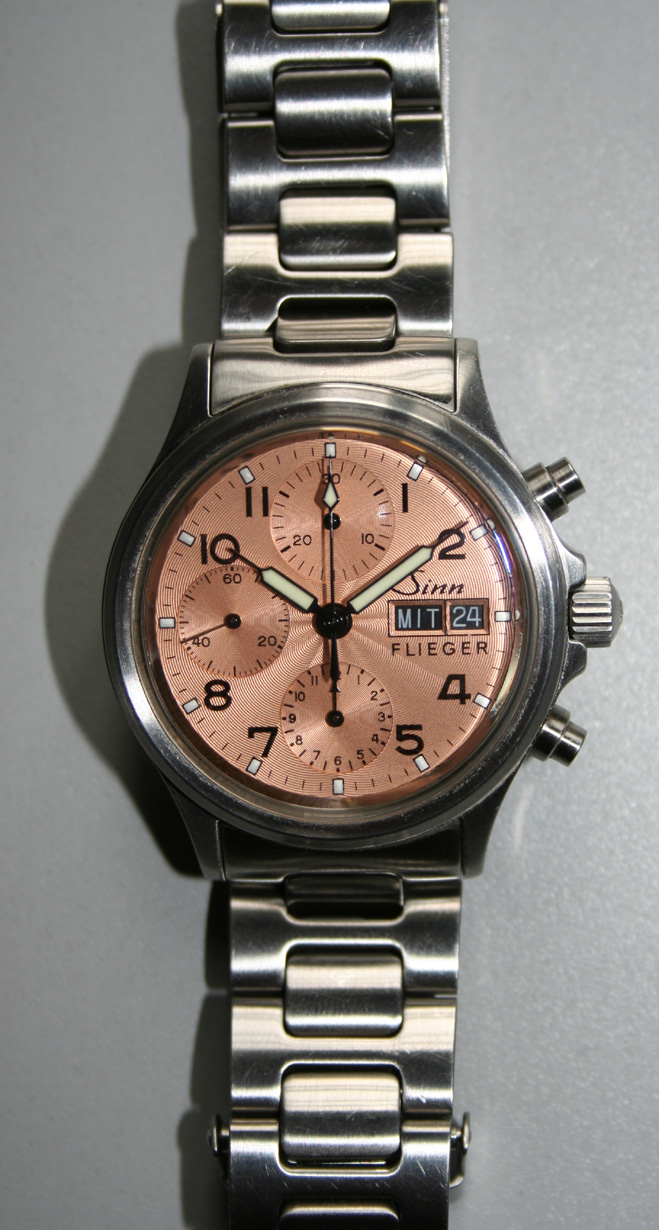
Sinn Modell 356 Flieger II

## Geschichte
Nach der Gründung 1961 konzentrierte sich das Unternehmen auf die Herstellung von Fliegerchronographen, Industrie-, Rennsport- und Taucheruhren und verkaufte diese im Direktvertrieb unter Ausschaltung des Zwischenhandels. Die Uhren wurden nach Vorgaben von Helmut Sinn als Handelsmarke in der Schweiz produziert. Als hilfreich für den Verkauf an Piloten erwies sich hierbei Helmut Sinns frühere berufliche Tätigkeit als Pilot. 1994 verkaufte Helmut Sinn das Unternehmen an Lothar Schmidt.
Helmut Sinn erwarb 1996 die Schweizer Uhrenmarke Guinand und gründete 1998 in Frankfurt am Main ein neues Unternehmen. Mit dieser Firma bot er ebenfalls im Direktvertrieb Uhren der Marken Jubilar, Chronosport und Guinand an. 2006 zog er sich aus dem aktiven Geschäftsleben zurück und war nur noch als Berater im Unternehmen tätig. Helmut Sinn starb 2018 im Alter von 101 Jahren.
Mit der Firmenübernahme im Jahre 1994 durch den Diplom-Ingenieur Lothar Schmidt begann eine neue Phase für das Unternehmen. Lothar Schmidt selbst arbeitete bereits seit September 1993 bei Sinn Spezialuhren. Vorher war er seit 1981 bei IWC im schweizerischen Schaffhausen tätig, zunächst als freier Mitarbeiter, später als Prokurist. Er verantwortete Aufbau und Betrieb der Gehäuse- und Bänderproduktion sowie die Konstruktion und Entwicklung. Später übernahm er zusätzlich den Aufbau und Betrieb der Werkteileproduktion. Von 1990 bis zum Ausscheiden leitete er außerdem als Hauptverantwortlicher den produktionstechnischen und logistischen Aufbau der nach der Wende wieder gegründeten A. Lange & Söhne im sächsischen Glashütte, damals ein Tochterunternehmen der IWC. Unter seiner Leitung wurden bei Sinn Spezialuhren wesentliche Änderungen vorgenommen. Er trennte sich vom Bereich Handelsmarken, erweiterte die Modellpalette, entwickelte eigene Uhrenmodelle und innovative Technologien. Zusätzlich zum Direktvertrieb führte Lothar Schmidt sogenannte Depots ein. Hierbei handelt es sich um ausgewählte Juweliere und Uhrenfachgeschäfte, die die Uhren ebenfalls vertreiben. Zudem erfolgte eine Umfirmierung in Sinn Spezialuhren GmbH.
Nach wie vor montiert und reguliert das Unternehmen seine Uhren hauptsächlich in Frankfurt am Main. Aktuell werden über 14.000 Uhren pro Jahr verkauft. Es bestehen folgende Produktlinien: instrumentelle Chronographen, instrumentelle Uhren, Taucheruhren, Navigationsborduhren und -stoppuhren, Frankfurter Finanzplatzuhren, klassische Meisterwerke, Damenuhren. Einen Schwerpunkt innerhalb der Produktlinien bilden die Einsatzzeitmesser (EZM) für professionelle Anwender, die seit 1997 von Sinn Spezialuhren konstruiert werden. Ein weiterer Schwerpunkt ist die 1999 ins Leben gerufene Modellreihe der Frankfurter Finanzplatzuhren.
In einem gemeinsamen Projekt des Fachbereichs Luft- und Raumfahrttechnik der FH Aachen und der Sinn Spezialuhren wurde der Technische Standard Fliegeruhren (TESTAF) entwickelt und 2012 vorgestellt. Auf dieser Grundlage wurde von einer Arbeitsgruppe die neue DIN 8330 Fliegeruhren geschaffen und trat 2016 in Kraft. Sinn konstruierte daraufhin drei Modelle neu und optimierte sie in Hinblick auf bessere Ablesbarkeit.
Seit Mai 2015 ist Sinn Spezialuhren mit zusätzlichen neuen Verkaufs- und Werkstatträumen auf dem Römerberg direkt in der Frankfurter Altstadt im Haus zum Goldenen Rad vertreten.
Seit dem 1. September 2017 befindet sich der neue Hauptsitz in Frankfurt-Sossenheim in der Wilhelm-Fay-Straße 21. Im Zuge dieses Umzugs wurde der bisherige Hauptsitz in Frankfurt-Rödelheim aufgegeben.
Seit dem 18. Mai 2022 betreibt die Sinn Spezialuhren GmbH in Dresden eine Niederlassung mit den Schwerpunkten Service und Montage für Uhren der Marke Sinn.

## Sächsische Uhrentechnologie GmbH (SUG)
1999 gründete Lothar Schmidt zusammen mit Walter Fricker (Inhaber der Gehäusefirma Fricker, Pforzheim) und Ronald Boldt, dem ehemaligen Leiter Technologie und Qualitätssicherung des Glashütter Uhrenbetriebs, eine eigene Gehäusefirma, die Sächsische Uhrentechnologie GmbH (SUG) in Glashütte. Walter Fricker ist mittlerweile nicht mehr beteiligt. Hauptabnehmer der Gehäuse sind neben Sinn Spezialuhren weitere namhafte Uhrenhersteller.

## Auszeichnungen
1. Platz bei der Goldenen Unruh
- 1998: 103 Ti Ar (Uhren bis 2.000 Mark)
- 2006: Frankfurter Finanzplatzuhr in Weißgold (Uhren bis 10.000 Euro)
- 2008: 6100 REGULATEUR Roségold (Uhren bis 10.000 Euro)
- 2010: 900 FLIEGER (Uhren bis 2.500 Euro)
- 2010: 6100 REGULATEUR Roségold (Uhren bis 10.000 Euro)
- 2012: Frankfurter Finanzplatzuhr in Platin (Uhren bis 25.000 Euro)
- 2022: 103 Klassik 12 (Uhren bis 5.000 Euro)

Red Dot Design Award
- 2019: EZM 12 in der Kategorie „Product Design“
- 2020: 936 in der Kategorie "Product Design"
- 2021: 105 St Sa UTC in der Kategorie "Product Design"
- 2022: 1739 Ag B in der Kategorie "Product Design"

German Design Award
- 2020: EZM 12 und JAGDUHR 3006 in der Kategorie „Excellent Product Design 2020“
- 2021: 104 St Sa I A in der Kategorie „Excellent Product Design 2021“
- 2022: 717 in der Kategorie "Excellent Product Design 2021"

iF Design Award
- 717 in der Kategorie "Produkt"